# 小田野展丈
小田野 展丈（おだの のぶたけ、1948年1月3日 - ）は、日本の外交官。
外務省アフリカ審議官、儀典長、ミャンマー駐箚特命全権大使、欧州連合政府代表部特命全権大使、特命全権大使（査察担当）、宮内庁式部官長（第11代）、宮内庁東宮大夫、侍従長（第10代）などを歴任した。

## 来歴

### 生い立ち
岩手県出身。慶應義塾志木高等学校を卒業し、慶應義塾大学経済学部経済学科にて修学し、1970年（昭和45年）に卒業した。大学時代は経済新人会金融研究部に入部し、国際金融などを研究した。

### 外務省にて
慶應義塾大学を卒業後、外務省に入省した。外務省の本省では、中東アフリカ局のアフリカ審議官などを務めた。2004年（平成16年）7月30日付でミャンマー駐箚特命全権大使に任命され、在ミャンマー大使館にて勤務した。その後、河村武和の後任として、2008年（平成20年）9月16日付で欧州連合政府代表部特命全権大使に任命され、ベルギーのブリュッセル首都圏地域に所在する欧州連合政府代表部にて勤務した。その後、待命大使となり、2011年（平成23年）5月より外務省にて特命全権大使（査察担当）を務めた。翌年5月11日付で特命全権大使を退職した。

### 宮内庁にて
2012年（平成24年）9月1日付で宮内庁に転じ、式部職の責任者である式部官長に就任した。なお、前任の式部官長である河村武和は、欧州連合政府代表部特命全権大使としても小田野の前任者にあたる。2014年（平成26年）、宮内庁御用掛。
2016年（平成28年）5月13日付で東宮大夫に就任した。東宮大夫として仕えた皇太子徳仁親王の第126代天皇即位に合わせ、天皇の退位等に関する皇室典範特例法施行による譲位での代替わりを円滑に進めるため、2019年（令和元年）5月1日付で侍従長へのスライド人事が行われ、即位後朝見の儀に引き続き行われた今上天皇即位後初の認証官任命式において、河相周夫上皇侍従長とともに、認証を受けた。
2021年（令和3年）4月1日付で侍従長を退任した。後任には、別所浩郎が就任した。2022年、瑞宝大綬章受章。

## 略歴

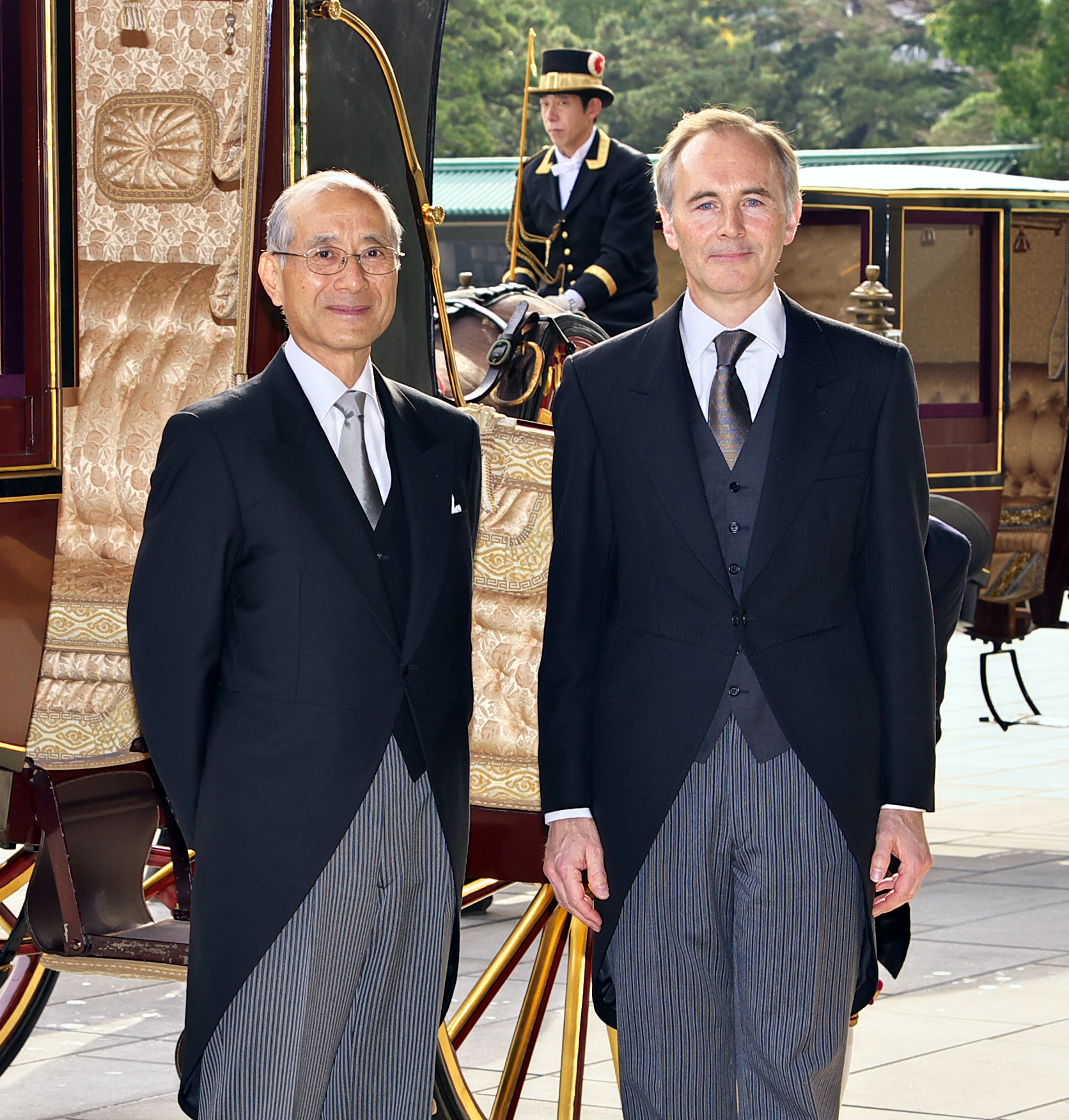
2012年（平成24年）12月21日、日本駐箚英国特命全権大使ティモシー・ヒッチンズ（右）と

- 1966年（昭和41年） - 慶應義塾志木高等学校卒業。
- 1969年（昭和44年） - 外務公務員採用上級試験合格。
- 1970年（昭和45年） - 慶應義塾大学経済学部経済学科卒業。
- 1970年（昭和45年） - 外務省入省。
- 1981年（昭和56年） - 国際連合日本政府代表部一等書記官。
- 1983年（昭和58年） - 外務省中南米局中南米第一課。
- 1985年（昭和60年） - 外務省経済局国際経済第一課企画官兼経済局。
- 1986年（昭和61年） - 外務大臣官房国際報道課長。
- 1988年（昭和63年） - 外務省経済局国際機関第二課長。
- 1988年（昭和63年） - 宮内庁御用掛。
- 1989年（平成元年） - 在連合王国日本国大使館参事官。
- 1990年（平成2年） - 在ドイツ連邦共和国日本国大使館参事官。
- 1993年（平成5年） - 在ミャンマー日本国大使館参事官。
- 1994年（平成6年） - 在ミャンマー日本国大使館公使。
- 1995年（平成7年） - 依願退官、国際協力事業団企画部長。
- 1997年（平成9年） - 在大韓民国日本国大使館公使。
- 2000年（平成12年） - 在シドニー日本国総領事館総領事。
- 2001年（平成13年） - 外務省中東アフリカ局アフリカ審議官。
- 2002年（平成14年） - 外務省儀典長兼式部官。
- 2004年（平成16年） - ミャンマー駐箚特命全権大使。
- 2008年（平成20年） - 欧州連合政府代表部特命全権大使。
- 2011年（平成23年） - 特命全権大使（査察担当）。
- 2012年（平成24年） - 外務省退職。
- 2012年（平成24年） - 宮内庁式部官長[12]。
- 2014年（平成26年） - 宮内庁御用掛。
- 2015年（平成27年）11月 - 近鉄グループホールディングス株式会社顧問[13]
- 2016年（平成28年）1月 - 大塚製薬株式会社業務管理部顧問[14]。
- 2016年（平成28年）5月 - 宮内庁東宮大夫： - 2019年（平成31年）4月30日。
- 2019年（令和元年）5月1日 - 宮内庁侍従長[15]。： - 2021年（令和3年）4月1日。
- 2022年（令和4年） - 瑞宝大綬章受章。

## 著作

### 論文
- 小田野展丈「第9回東南アジア開発閣僚会議」『経済と外交』632号、経済外交研究会、1975年1月。ISSN 0910-9641
- 小田野展丈「NGOと政府開発援助（ODA）」『三田評論』986巻、慶應義塾大学、1996年12月1日。ISSN 1343-618X
- 小田野展丈・豊島棟克「世界の動きを先取りする日本の対アフリカ外交」『外交』17巻4号、外交知識普及会、2001年10月。ISSN 0913-0896
- 小田野展丈「第4回アフリカ開発会議（TICAD4）と変ぼうする大陸」『日本貿易会月報』658号、日本貿易会、2008年4月。ISSN 0385-0471